# 伊戈尔王子

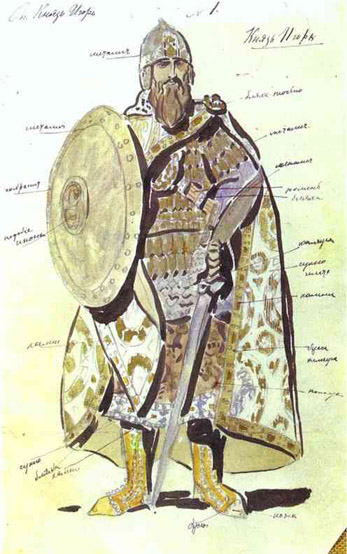
《伊戈尔王子》演出服装设计

《伊戈尔王子》（羅馬化：Knyáz Ígor；英語：Prince Igor）是由俄罗斯作曲家亚历山大·鲍罗丁编写的一部四幕歌剧。剧本取材于东斯拉夫史诗《伊戈尔远征记》，史诗描述了1185年罗斯王子勇者伊戈尔抵御波洛维茨人入侵的故事。1887年鲍罗丁逝世时只完成了歌剧的一部分，后由尼古拉·里姆斯基-科尔萨科夫和亚历山大·格拉祖诺夫整理完成。歌剧于1890年在圣彼得堡首演。
剧中《波洛维茨人之舞》常被独立演奏，也被影视作品改编引用。

## 人物表
- 伊戈爾大公
- 雅羅斯拉芙娜
- 伊戈列維奇
- 雅羅斯拉維奇
- 汗王孔恰克
- 汗王格扎克
- 孔恰克王女/孔恰科芙娜
- 聖奧甫魯爾
- 斯庫拉
- 葉羅什卡
- 波洛維茨姑娘